# Verden (Aller)
Verden (Aller) – miasto powiatowe w północnych Niemczech, w kraju związkowym Dolna Saksonia, siedziba powiatu Verden.

## Geografia
Miasto leży nad rzeką Aller, w delcie Wezery, w trójkącie wielkich miast, ok. 40 km od Bremy i ok. 70 km od Hanoweru.

## Historia
W 782 roku w Verden miała miejsce masakra ok. 4500 rebeliantów saskich dokonana prawdopodobnie na rozkaz Karola Wielkiego.

## Transport
Przez miejscowość, z południa na północ, przebiega droga krajowa B215. Na północny wschód od miejscowości przebiega autostrada A27.
W mieście znajduje się stacja kolejowa Verden.

## Współpraca
- Saumur, Francja od 1967
- Havelberg, Saksonia-Anhalt od 1990
- Warwick, Wielka Brytania od 1990
- Zielona Góra, Polska od 1993
- Górowo Iławeckie, Polska od 1996
- Iławka, Rosja od 1996